# Sur le fil
Sur le fil är en låt framförd av den franska sångerskan Jenifer. Den är skriven av Mutine. Singeln släpptes för digital nedladdning den 1 juni 2012. Låten var med på Jenifers femte studioalbum L'Amour et moi som gavs ut den 14 september samma år. Den 3 augusti släpptes en officiell remix av låten gjord av Mr Waltmann.
Singeln debuterade på tjugofjärde plats på den franska singellistan den 2 juni 2012 och låg totalt 29 veckor på listan. I Vallonien nådde den elfte plats på den belgiska singellistan och låg totalt 13 veckor på listan där. Den tillhörande musikvideon till låten hade fler än 2,7 miljoner visningar på Youtube i mars 2013, samt ytterligare 800 000 lyssningar på en video med bara ljud och låttext, båda uppladdade av Universal Music France.

## Listplaceringar
| Lista               | Topplacering |
| ------------------- | ------------ |
| Belgien (Vallonien) | 11           |
| Frankrike           | 24           |